# 王信 (正統進士)
王信（1404年—？），字以誠，河南汝寧府上蔡縣人，民籍。明朝政治人物。進士出身。

## 生平
河南鄉試第二十三名。正統四年（1439年）己未科會試第五十名，殿試登進士第三甲第五十九名。正統五年，授太僕寺少卿，正統九年致仕。

## 家族
曾祖父王善興。祖父王達志，曾任松江府稅課司大使。父亲王珪。